# Benoit D'Afrique
Benoit D’Afrique, de son vrai nom Carl Withsler A.Benoit, est un poète et photographe haïtien né aux Gonaïves le 5 janvier 1997 . 

## Biographie
Animateur d’atelier d’écriture, Benoit D’Afrique originaire des Gonaïves, cette terre où résonne encore l’ombre de Jacques Stephen Alexis—tisse son existence entre Paris et le Canada, bâtissant son œuvre entre deux continents, à la croisée des mots et des cultures.  
Il fait ses études secondaires au Collège Immaculée Conception des Gonaïves. En 2017, il rejoint les bancs de la Sorbonne pour une formation en Lettres modernes et intègre rapidement le comité de L’Éclectique, la revue étudiante de l’université, où il affine sa plume et son regard critique.  
La première entrée de Benoit D'Afrique au monde littéraire s'est faite avec son texte Ma mort, publié dans une anthologie chez Bruno Doucey, pour lequel il a remporté le Prix international de Poésie en liberté en 2016. 
Nomade et rêveur en marge, il porte dès l’enfance la marque de l’abandon paternel. Son premier recueil de poésie, L’enfant n’est pas mort, résonne comme un chant de mémoire, une ode dédiée à sa mère défunte Carline Alcima. Il a apporté sa voix à plusieurs anthologies poétiques, dont Ces mots qui traversent les frontières (Éditions Castor Astral), une œuvre collective dirigée et préfacée par Jean-Yves Reuzeau, témoignant de la vitalité et du dialogue des langues à travers la poésie contemporaine. 
Avec Le Cénacle des treize, en 2021, il crée la revue littéraire et artistique Débridé dont il est le directeur de publication, dans le but de faire émerger les jeunes voix de la littérature contemporaine, de casser les codes, les prés carrés et pour donner la chance à ceux qui le méritent. En 2021, il obtient la bourse des écrivains de la Région Île-de-France et devient le premier auteur à bénéficier d’une résidence à la Maison des Jardies, ancienne propriété d'Honoré de Balzac, consacrée majoritairement au souvenir républicain de Léon Gambetta dont la gestion est assurée par le Centre des monuments nationaux et au Domaine national de Saint-Cloud. En parallèle, Benoit D’Afrique anime des ateliers d’écriture et de lecture pour les classes UPE2A. 
En 2021, il figure parmi les finalistes du prestigieux Prix Léopold Sédar Senghor, une reconnaissance qui salue la force et la singularité de son écriture .
Benoit D’Afrique s’inscrit dans ce registre de poète mélancolique qui s’évade par la magie des expressions du tiroir de l’alphabet. Le langage est l’épine dorsale de son œuvre, un terrain d’exploration où chaque mot porte la trace du créole, entre images saisissantes et rythmes singuliers. 
En 2025, il publie Paroles en état de siège aux Éditions La Veilleuse, un recueil de poésie salué par la critique. L’ouvrage explore une langue vivante et engagée, qui devient le lieu d’une quête identitaire, mémorielle et poétique. Le journal Libération qualifie cette œuvre d’« insoumission accomplie », soulignant la force d’une parole libre, lucide et percutante. Avec ce recueil, Benoit d’Afrique affirme sa place parmi les voix notables de la poésie contemporaine francophone. 

Notes et références
1. ↑  Jessica Nazaire, « L'enfant n'est pas mort, une blessure qui devient poésie... », Loop Haiti, 6 avril 2018
2. ↑  « Collège Immaculée-Conception (Gonaïves) », sur Viateurs du Canada (consulté le 21 septembre 2022)
3. ↑  Les Gonaïves
4. ↑  « Ma mort », sur Poésie en liberté, 3 janvier 2017 (consulté le 19 septembre 2022)
5. ↑  « Concours Poésie en liberté », sur Poésie en liberté (consulté le 19 septembre 2022)
6. ↑  « Dans l'univers de Benoit d’Afrique », sur sibellehaiti.com, 24 décembre 2019 (consulté le 19 septembre 2022)
7. ↑  Eunice Eliazar, « L’enfant n’est pas mort, une émouvante écriture de soi », sur Le Nouvelliste, 5 avril 2018
8. ↑  « Interview de Benoit d'Afrique », sur Les vagabonds sans trêves, 23 avril 2018 (consulté le 21 septembre 2022)
9. ↑  « Benoit d’Afrique », sur z4editions (consulté le 13 février 2020)
10. ↑  Noël Worlgenson, « Revue Débridé : Dialogue des phalanges », sur le nouvelliste, 21 janvier 2021
11. ↑  « Revue Le n° 1 de Débridé met l’accent sur la fièvre », sur L'Humanité, 30 juin 2021 (consulté le 20 septembre 2022)
12. ↑  « Revue littéraire La chance est offerte à ceux qui le méritent », sur L'Humanité, 14 septembre 2022 (consulté le 19 septembre 2022)
13. ↑  (en) « Le poète haïtien Benoit d’Afrique finaliste pour le prix international Léopold Sédar Senghor », sur Le Nouvelliste (consulté le 19 septembre 2022)
14. ↑  « L’enfant n’est pas mort, une émouvante écriture de soi », sur Le Nouvelliste (consulté le 22 septembre 2022)